# Bookspan
Bookspan LLC est un vendeur de livres en ligne basé à New York, fondé en 2000.
Bookspan est né d'une collaboration entre Bertelsmann et Time Warner. Bertelsmann a pris le contrôle en 2007 et, un an plus tard, a vendu sa participation à Najafi Companies, une société d'investissement de l'Arizona.Najafi détenait sa participation dans une filiale nommée Direct Brands, qui détenait également la participation de Najafi dans le club de disques de Columbia House. En 2013, Najafi a vendu sa participation dans Direct Brands à Pride Tree Holdings,, une société de portefeuille de médias et de technologies grand public basée à New York, fondée en 2012 et incorporée au Delaware,.
Bookspan gère un certain nombre de programmes d'achat de livres à prix réduits, souvent appelés génériquement "clubs de livres du mois". Depuis 2017, les programmes incluent:
- The Literary Guild[7]
- Doubleday Book Club[8]
- Mystery Guild[9]
- History Book Club[10]
- Science Fiction Book Club[11]
- Crossings Book Club[12]
- The Good Cook[13]
- Crafter's Choice[14]